# Histoire de l'Afrique-Occidentale française pendant la Seconde Guerre mondiale

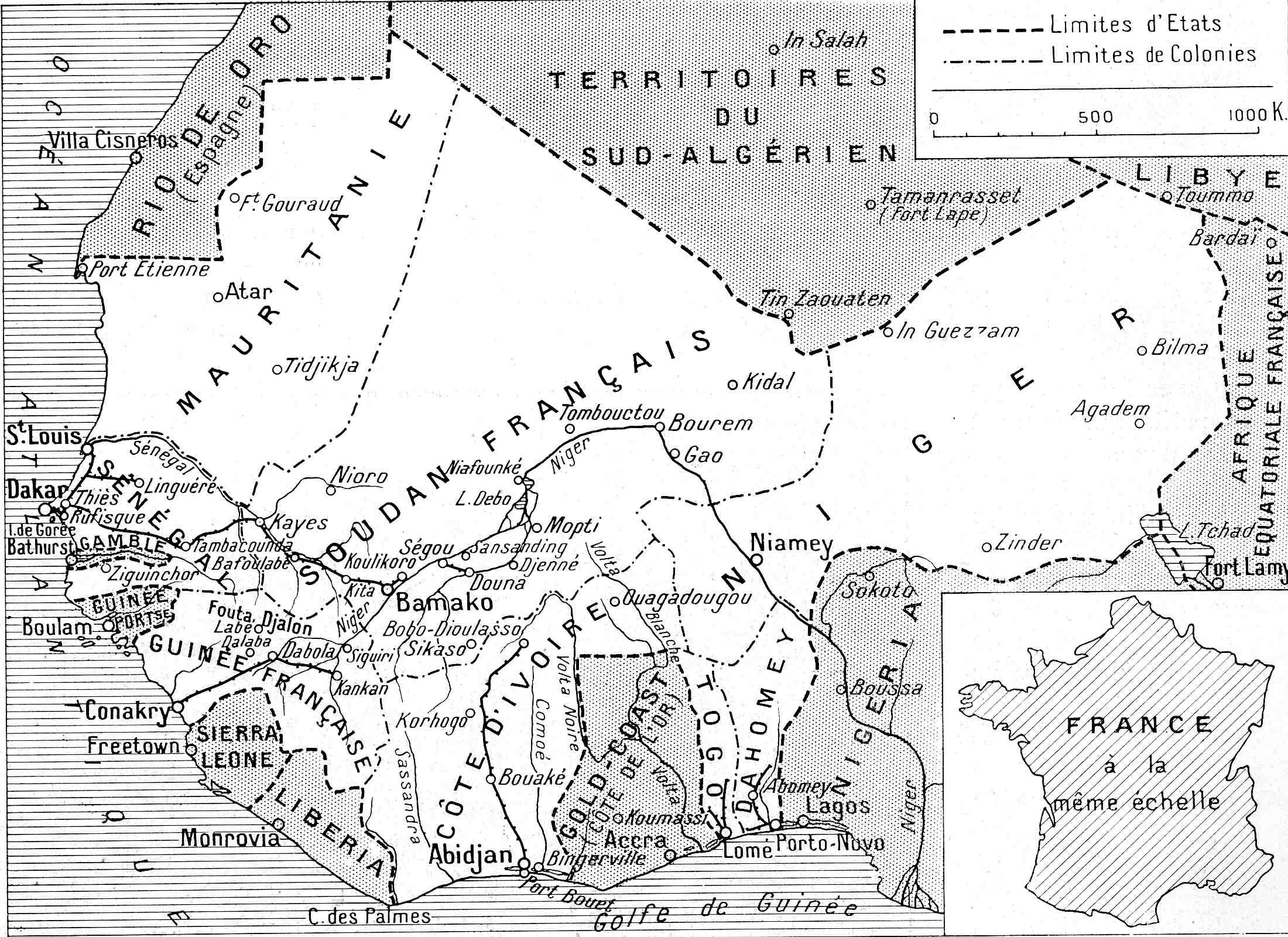
Carte de l'Afrique-Occidentale française en 1936 à la veille de la guerre.

Durant la Seconde Guerre mondiale, l'Afrique-Occidentale française (AOF) n’est pas le théâtre de combats majeur. Il y a une seule action de grande envergure: la bataille de Dakar (23-25 septembre 1940). La région reste sous le contrôle de la France de Vichy après la chute de la France (25 juin 1940) jusqu'à l'invasion alliée de l'Afrique du Nord (8-16 novembre 1942). Craignant l'agitation, le gouvernement de Vichy envoya l'amiral Charles Platon prôner la fidélité à Philippe Pétain dans une tournée des capitales de l'Afrique-Occidentale française.
Le Congo français, la seule colonie de l'Afrique-Équatoriale française, ne rejoint pas la France libre après l'armistice mais tomba aux mains des Forces françaises libres après la campagne du Gabon (8-12 novembre 1940), isolant davantage encore l’Afrique de l'Ouest.
Contrairement à la France métropolitaine, les troupes coloniales françaises en Afrique de l'Ouest ne sont pas réduites après l'armistice de 1940, et les puissances de l'Axe n’interfèrent que peu dans la région, qui fournit un appoint précieux aux forces de la France libre après avoir été libéré. Avant cela, il y a quelques tensions entre les Français et les colonies britanniques voisines, notamment la Sierra Leone, conduisant à la formation du Freetown Defence Flight en juin 1941, mais aucun incident militaire n’a lieu.

## Bataille de Dakar
Le sentiment anglophobe en Afrique a atteint des sommets après que le cuirassé français Richelieu avait été touché dans le port de Dakar, au Sénégal, en Afrique-Occidentale française, le 10 juillet 1940. En août, le général de la France libre, Charles de Gaulle, suggère une campagne par voie terrestre à partir de Conakry, en Guinée française. Il prévoit que le soutien populaire pour la France libre se construira en se dirigeant sur Dakar. Cependant, la suggestion de Gaulle est rejetée par les Britanniques, qui désirent agir rapidement.
Le 18 septembre, trois croiseurs légers français, le Georges Leygues, le Gloire et le Montcalm furent interceptés par les navires alliés en route vers Libreville. Les navires d’interception alliés incluaient le croiseur lourd HMAS Australia. Les trois croiseurs légers français furent forcés de battre en retraite.
La résistance de Vichy se raidit à la suite des attaques sur les navires français. La bataille de Dakar, du 23 septembre au 25 septembre 1940, a lieu après que les forces alliées n'ont pas réussi à convaincre les défenseurs français vichystes de Dakar de leur permettre d'entrer pacifiquement dans la ville. Après que les forces alliées essaient d'abord de persuader les forces de Vichy par le biais de la propagande, ils tentent ensuite de prendre de Dakar par les armes.
Les deux tentatives finissent par une défaite. Les espoirs alliés de reprendre l'Afrique-Occidentale française sont réduits à néant à ce moment-là et laissent l'Afrique-Équatoriale française, moins développée et moins importante économiquement, être le principal territoire français libre au lendemain de l'Armistice au sein de l'Afrique française libre.